# Don Johnson
Donnie Wayne Johnson  (født 15. december 1949 i Flat Creek, Missouri, USA) er en amerikansk skuespiller, som måske er mest kendt for sin hovedrolle som James "Sonny" Crockett i tv-serien Miami Vice (1984-1990). Han havde også hovedrollen i politiserien Nash Bridges (1996-2001). Don Johnson vandt en Golden Globe for sin rolle i Miami Vice. Han har desuden vundet American Power Boat Association Offshore World Cup og er blevet tildelt en stjerne på Hollywood Walk of Fame. Han er også sanger, sangskriver, producer og instruktør.

## Filmografi
- Harley Davidson and the Marlboro Man (1991)[4]
- Django Unchained  (2012)
- Knives Out - Var det mord? (2019)